# Ian Gillan & Tony Iommi: WhoCares
Ian Gillan & Tony Iommi: WhoCares es un álbum benéfico del supergrupo WhoCares, proyecto musical formado por Ian Gillan, líder de Deep Purple, y por Tony Iommi, guitarrista de Black Sabbath. La grabación del álbum tuvo como objetivo recaudar dinero para reconstruir una escuela de música en Gyumri, Armenia, después de la destrucción de la ciudad en el terremoto de 1988. 
Además de Ian Gillan y Tony Iommi, que fueron compañeros de banda entre 1983 y 1984 cuando Gillan sustituyó durante un año a Ronnie James Dio en Black Sabbath, muchos artistas participaron en el proyecto, incluyendo a Jon Lord (compañero de banda de Ian Gillan, entonces Deep Purple), el exbajista de Metallica Jason Newsted, el baterista de Iron Maiden Nicko McBrain, y el guitarrista de HIM Mikko Lindström.
Previo al lanzamiento del álbum, la banda publicó, el 6 de mayo de 2011, un sencillo compuesto por los temas “Out of My Mind” y ”Holy Water”, que incluyó una pista de vídeo con un documental de 40 minutos de duración en el que Iommi y Gillan explican la formación de la banda y los objetivos del proyecto benéfico.

## Lista de canciones

### CD 1
| N.º | Título                                                                                   | Duración |  |
| 1.  | «Out of My Mind» (Ian Gillan y Tony Iommi)                                               | 5:18     |  |
| 2.  | «Zero The Hero» (Bill Ward, Geezer Butler, Ian Gillan y Tony Iommi)                      | 7:37     |  |
| 3.  | «Trashed» (Bill Ward, Geezer Butler, Ian Gillan y Tony Iommi)                            | 4:04     |  |
| 4.  | «Get Away» (Ian Gillan y Michalis Rakintzis)                                             | 4:44     |  |
| 5.  | «Slip Away» (Bob Marlette, Glenn Hughes y Kenny Aronoff)                                 | 5:26     |  |
| 6.  | «Don't Hold Me Back» (Ian Gillan y Steve Morris)                                         | 4:38     |  |
| 7.  | «She Think It's a Crime» (Ian Gillan y Steve Morris)                                     | 3:56     |  |
| 8.  | «Easy Come, Easy Go» (Brett Bloomfield, Dean Howard, Ian Gillan y Leonard Haze)          | 4:40     |  |
| 9.  | «Smoke on the Water» (Ian Gillan, Ian Paice, Jon Lord, Ritchie Blackmore y Roger Glover) | 6:41     |  |

### CD 2
| N.º | Título                                                                                       | Duración |  |
| 1.  | «Holy Water» (Ian Gillan y Steve Morris)                                                     | 7:01     |  |
| 2.  | «Anno Mundi» (Cozy Powell, Geoff Nicholls, Neil Murray, Tony Martin)                         | 6:14     |  |
| 3.  | «Let It Down Easy» (Bob Marlette, Glenn Hughes, Kenny Aronoff)                               | 4:30     |  |
| 4.  | «Hole In My Vest» (Ian Gillan y Steve Morris)                                                | 3:40     |  |
| 5.  | «Can't Believe You Wanna Leave Me» (Little Richard)                                          | 3:12     |  |
| 6.  | «Can I Get a Witness» (Holland-Dozier-Holland)                                               | 3:04     |  |
| 7.  | «No Laughing In Heaven» (Bernie Tormé, Colin Towns, Ian Gillan, John McCoy y Mick Underwood) | 6:06     |  |
| 8.  | «When a Blind Man Cries» (Ian Gillan, Ian Paice, Jon Lord, Ritchie Blackmore y Roger Glover) | 4:35     |  |
| 9.  | «Dick Pimple» (Ian Gillan, Ian Paice, Jon Lord, Steve Morse y Roger Glover)                  | 10:04    |  |